# Chaerephon chapini
Chaerephon chapini (Allen, 1917) è un pipistrello della famiglia dei Molossidi diffuso nell'Africa subsahariana.

## Descrizione

### Dimensioni
Pipistrello di piccole dimensioni, con la lunghezza totale tra 77 e 104 mm, la lunghezza dell'avambraccio tra 34 e 40 mm, la lunghezza della coda tra 27 e 44 mm, la lunghezza del piede tra 6 e 9 mm, la lunghezza delle orecchie tra 12 e 19 mm e un peso fino a 11 g.

### Aspetto
La pelliccia è corta e soffice. Le parti dorsali sono grigio chiare, bruno-rossastre o bruno-grigiastre, mentre le parti ventrali sono bianche nella sottospecie C.c.lancasteri o bruno-grigiastre chiare nelle altre due. Il muso non è estremamente appiattito, il labbro superiore è provvisto di 5-6 pieghe cutanee ben sviluppate e diverse setole spatolate. Le orecchie sono marroni e unite anteriormente da una membrana a forma di V, alla base della quale nei maschi è presente una tasca con l'apertura posteriore dalla quale fuoriesce una cresta di lunghi peli bicolori. Il trago è molto piccolo e nascosto dietro l'antitrago il quale è grande e trapezoidale. Le membrane alari sono solitamente bianche e più giallognole all'attaccatura con il corpo. La coda è lunga, tozza e si estende per più della metà oltre l'uropatagio. Il cariotipo è 2n=48 FNa=64.

### Ecolocazione
Emette ultrasuoni sotto forma di impulsi di durata intermedia a frequenza quasi costante iniziale di 27 kHz e finale di 19 kHz.

## Biologia

### Comportamento
Si rifugia in piccoli gruppi formati da entrambi i sessi nelle cavità di alberi. Il volo è agile e relativamente più manovrato rispetto agli altri molossidi.

### Alimentazione
Si nutre di insetti, particolarmente coleotteri, lepidotteri e ditteri catturati in volo.

### Riproduzione
Femmine gravide sono state catturate nello Zambia a novembre insieme ad altre che allattavano a metà gennaio nello Zimbabwe.

## Distribuzione e habitat
Questa specie è diffusa nell'Africa subsahariana, dal Sudan del Sud ed Etiopia a nord fino alla Namibia nord-occidentale e al Botswana e Zimbabwe settentrionali a sud. Una popolazione isolata è presente in Costa d'Avorio e Ghana.
Vive nelle savane alberate di Isoberlinia, Acacia-Commiphora, miombo, mopane e talvolta in foreste pluviali miste a praterie in prossimità di corsi d'acqua o stagni.

## Tassonomia
Sono state riconosciute 3 sottospecie:
- C.c.chapini: Sudan del Sud, Etiopia meridionale, Kenya, Repubblica Democratica del Congo nord-orientale e occidentale, Costa d'Avorio, Ghana;
- C.c.lancasteri (Hayman, 1938): Repubblica Democratica del Congo meridionale, Angola nord-orientale, Zambia; Zimbabwe e Botswana settentrionali;
- C.c.shortridgei (Thomas, 1926): Angola sud-occidentale e Namibia nord-occidentale.

## Conservazione
La IUCN Red List, considerato il vasto areale, la popolazione presumibilmente numerosa e la presenza in diverse aree protette, classifica C.chapini come specie a rischio minimo (Least Concern)).